# Pallade (figlia di Tritone)
Pallade (in greco antico: Παλλας?, Pallas) è un personaggio della mitologia greca. È una ninfa del Lago Tritonide in Libia.

## Genealogia
Figlia di Tritone o di Poseidone e Tritonide.
Non risulta sia stata sposa o madre.

## Mitologia
Tritone allevò sia lei che Atena ed entrambe le ragazze coltivarono la vita militare, che una volta le portò ad una disputa controversa. Così mentre Pallade stava per colpire Atena, Zeus lanciò freneticamente l'egida e Pallade alzò lo sguardo per proteggersi ma dimenticò di proteggersi anche da Atena che la colpì mortalmente. Estremamente rattristata dal fatto, Atena modellò un'immagine di Pallade di legno e attorno al petto legò l'egida che l'aveva spaventata. Poi posò la statua accanto a Zeus e la onorò. Più tardi Elettra, dopo la sua seduzione da parte di Zeus cercò rifugio in questa statua e Zeus gettò sia lei che il palladio nella terra di Ilio, che costruì un tempio per questa statua e la onorò. Questa è la leggenda del Palladium.
Platone identificò Atena patrona di Atene con la dea egizia Neith ed Erodoto scrive che le sacerdotesse vergini di questa, annualmente si impegnavano in un combattimento per disputarsi il titolo di "Gran Sacerdotessa" della Dea. Tritonide potrebbe così significare "terza regina", cioè il membro più anziano della Triade sacra: Kore, Persefone, Demetra.